# Ландсбург, Роберт
Ро́берт Эмерсон Ла́ндсбург (англ. Robert Emerson Landsburg; 13 ноября 1931, Сиэтл — 18 мая 1980) — американский фотограф, погибший при извержении вулкана Сент-Хеленс.

## Биография
Родился в Сиэтле (штат Вашингтон), на момент извержения проживал в Портленде (Орегон).
В течение нескольких недель перед началом извержения Ландсбург неоднократно приезжал к вулкану, фотографируя происходящие с ним изменения. Утром 18 мая 1980 года он был в нескольких милях от вершины. После взрыва вулкана, по всей видимости, здраво оценив, что шансов на спасение от облака пепла у него уже не будет, Роберт Ландсбург остался на месте и продолжал фотографировать вулкан и извержение до тех пор, пока что-то мог снять. После этого он перемотал плёнку в кассету и убрал фотоаппарат в рюкзак, который положил под себя для лучшей защиты.
В таком виде его тело было обнаружено под слоем пепла семнадцать дней спустя. Плёнка в фотоаппарате не пострадала и была проявлена, а снимки с неё помогли геологам получить более точную картину извержения.
Был похоронен на кладбище Mount Saint Helens Memorial Grove округа Скамейния, штат Вашингтон.